# Utricularia bracteata
Utricularia bracteata är en tätörtsväxtart som beskrevs av Peter Good. Utricularia bracteata ingår i släktet bläddror, och familjen tätörtsväxter. Inga underarter finns listade i Catalogue of Life.